# Kraftwerk 2
Kraftwerk 2 er Kraftwerks andet album, udgivet i Oktober 1971.
 
Albummet blev udgivet i 1971 under Philips pladelabel, med et gatefold-pladecover. Albummet har ikke været genoptrykt siden hverken på CD eller LP, i stedet er den blevet udgivet som "bootleg". Dog blev Kraftwerks første album udgivet sammen med dette i en dobbelt LP i 1972.
Kraftwerk har ikke spillet noget af indholdet fra dette album siden deres Autobahn-tur i 1974

## Trackliste (LP)

### Side 1
1. Kling Klang (17:36)
2. Atem (2:27)

### Side 2
1. Strom (3:52)
2. Spule 4 (5:20)
3. Wellenlänge (9:40)
4. Harmonika (3:17)